# Coco Chanel & Igor Stravinsky
Coco Chanel & Igor Stravinsky er en fransk film fra 2009 instrueret af Jan Kounen og med Anna Mouglalis og Mads Mikkelsen i titelrollerne som modedesigneren Coco Chanel og komponisten Igor Stravinsky.

## Medvirkende
- Mads Mikkelsen som Igor Stravinsky
- Anna Mouglalis som Coco Chanel
- Yelena Morozova som Catherine Stravinsky
- Natacha Lindinger som Misia Sert
- Grigori Manoukov som Sergei Diaghilev
- Rasha Bukvic som storfyrste Dmitri Pavlovich af Rusland
- Erick Demarestz som doktoren
- Nicolas Vaude som Ernest Beaux
- Anatole Taubman som Boy Capel
- Maxime Danielou som Theodore
- Sophie Hasson som Ludmila
- Nikita Ponomarenko som Soulima
- Clara Guelblum som Milene
- Olivier Claverie som Joseph
- Catherine Davenier som Marie
- Marek Kossakowski som Vaslav Nijinsky
- Jérôme Pillement som Pierre Monteux
- David Tomaszewski som ledende violinist
- Marek Tomaszewski som pianist
- Anton Yakovlev som Piotr
- Irina Vavilova som guvernanten
- Julie Farenc Deramond som salgspigen Julie
- Michel Ruhl som baronen